# ديريك الكسندر (لاعب كرة قدم أمريكية)
ديريك الكسندر (بالإنجليزية: Derrick Alexander)‏ هو لاعب كرة قدم أمريكية أمريكي، ولد في 6 نوفمبر 1971 في ديترويت في الولايات المتحدة.

## وصلات خارجية
- ديريك الكسندر على موقع مرجع كرة القدم المحترفة.كوم (الإنجليزية)